# 浪合村

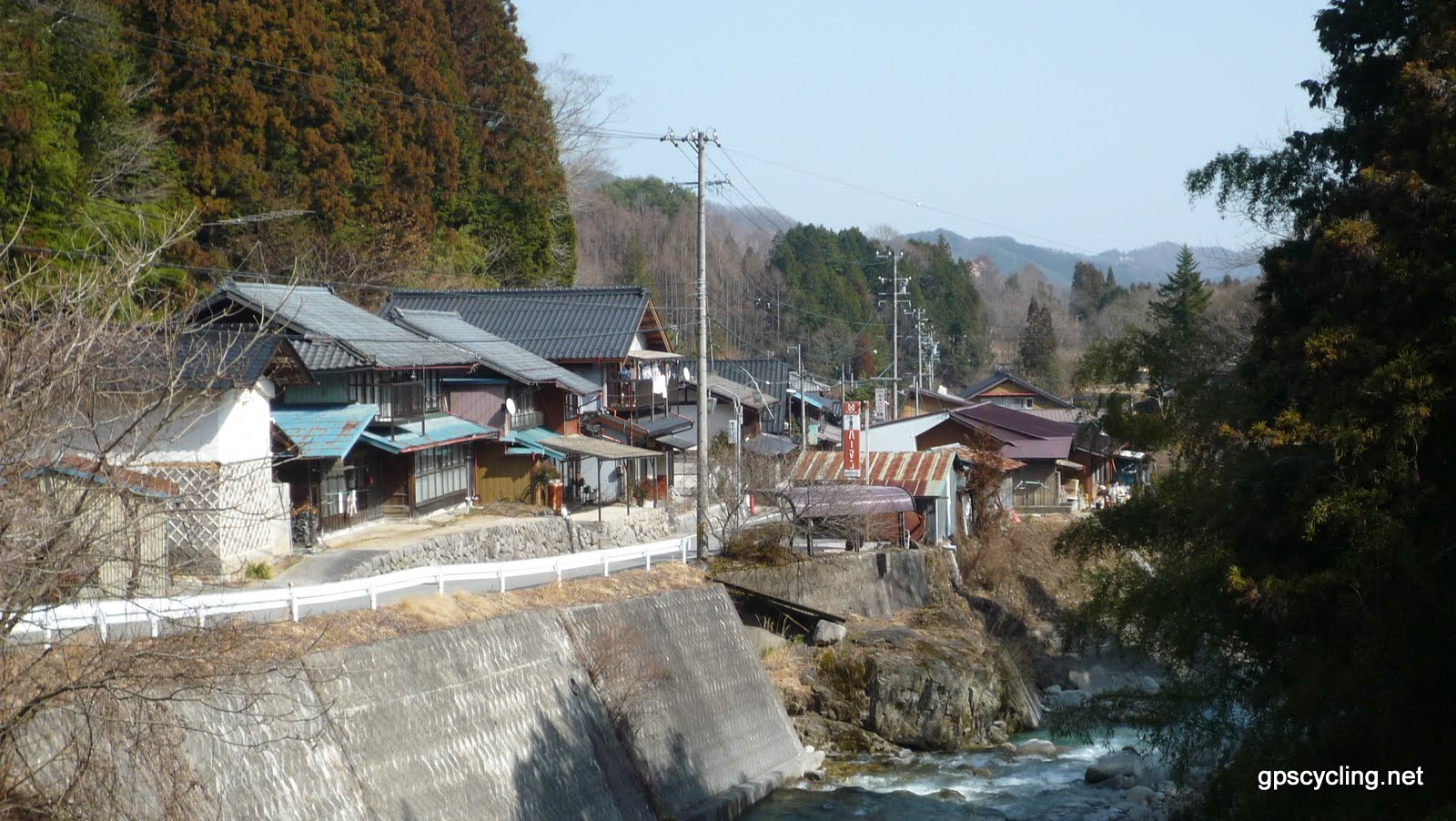
浪合宿

浪合村（なみあいむら）は、長野県下伊那郡の西南部に位置し、岐阜県に接した村。
2006年（平成18年）1月1日、阿智村に編入合併された。

## 地理
四方を1,000m級の山々に囲まれた谷間の村である。村内を三州街道（国道153号）が縦貫している交通の要衝で、江戸時代には関所が置かれていた。
村の南部、平谷村との村境にある治部坂峠（じぶざかとうげ）の周辺は古くから観光地化されており、中京圏からの観光客が多い。
- 山：大川入山、蛇峠山、横岳
- 河川：和知野川、大川入川、治部坂川、恩田川

### 隣接していた自治体
- 長野県
  - 下伊那郡：阿南町、阿智村、下條村、平谷村
- 岐阜県
  - 中津川市

## 歴史
- 『鎌倉大草子』によれば、弘和年間に南朝の某宮と新田氏の残党が浪合で戦死したとされる（脇屋義則とその子・刑部少輔は奥州に落ち延びた）。

### 沿革
- 1934年（昭和9年）4月1日 - 波合村が分割され、大字浪合の区域をもって発足（残部の大字平谷には平谷村が発足）。
- 2006年（平成18年）1月1日 - 阿智村に編入。同日浪合村廃止。

## 伝説
- 天野源蔵の『浪合記』によると、室町時代の元中2年/至徳2年12月朔日（1385年1月）[1]に、尹良親王（南北朝時代の後醍醐天皇の孫、宗良親王の皇子）が、三河国を目指すために世良田政義・親季・義秋・政親（世良田氏一族）ら新田氏の残党とともにこの地で戦死したとする（浪合の合戦）[2]。

## 交通

### 鉄道
村内を通る鉄道路線は無い。鉄道を利用する場合の最寄り駅は、JR東海飯田線飯田駅。

### 道路
- 一般国道
  - 国道153号（三州街道）
- 県道
  - 長野県道243号深沢阿南線

## 名所・旧跡・観光スポット
- 治部坂峠
- 浪合関所跡
- 浪合神社（尹良親王墓）
- あららぎ高原スキー場
- 治部坂高原スキー場